# 浸信會呂明才小學
浸信會呂明才小學（英語：Baptist Lui Ming Choi Primary School），簡稱「一呂」或「呂小」，原名為香港浸信會聯會第一小學及浸信會培愛學校，於1958年在九龍東頭平房區創立，並於1982年遷入現址。學校因呂明才基金會捐助遷校經費，故以呂明才冠名。

## 校政管理

### 歷任校監[3]
- 李翠穠 先生[4]
- 余啟瑞 先生[5]
- 余國強 先生（？-1982年）
- 鄭旭寧 先生（1982年-1992年）
- 何鏡煒 先生（1992年-2006年）
- 張志儉 先生（2006年-2007年）
- 李樹輝 先生（2007年-2019年）
- 曾啟文 先生（2019年起，現任校監）

### 歷任校長[3]

#### 浸信會聯會第一小學時代
- 周珍堯 先生[6]
- 陳賜耀 先生[7]

#### 培愛學校時代
- 杜羅玲 女士（？-1982年，後出任新校舍上午校校長）[8]

#### 現址上午校
- 杜羅玲 女士（1982年-1998年，上午校首任校長）
- 黃潔蓮 女士（1998年-1999年，上午校末任校長）

#### 現址下午校
- 鄧薇先 博士（1983年-1999年，後隨下午校分拆）

#### 現址全日制
- 黃潔蓮 女士（1999年-2020年，全日制首任校長）
- 黃輝微 女士（2020年起，現任校長）

## 學校歷史
浸信會呂明才小學源於東頭平房區的「香港浸信會聯會第一小學」。至1971年，由於政府要將平房區重建為美東邨，故該校改名為「培愛學校」，並遷往慈安邨近第1-3座的「火柴盒」小學校舍；然而，第一代校舍仍以原名運作至約1970年代中。
由於慈雲山邨適齡學童減少，培愛學校於1979年申請第二次遷校，並於1982年獲得當局受理。隨著位於沙田第一城的新校舍完工，此校於同年6-7月分別接收及交出新、舊校舍，而原校其中52名小五學生亦選擇到新校舍就讀小六；然而，其他未畢業學生則須轉讀黃大仙區其他小學。同年起，此校計劃與同系呂明才中學結為聯繫學校，但直至七年後才實行。
及後，此校在1999年轉為全日制小學，當中原上午校繼續使用第三代校舍，而下午校搬到沙田圍並更名為「浸信會沙田圍呂明才小學」。

## 願景及使命

### 願景
「成為一所優質的基督教全日制小學」為學校願景。

### 使命
團結一心，以愛相繫；辦事具效率，教育富優質；成為一所榮耀基督，提供全人教育的全日制小學。

## 教育信念
|                    | 教養孩童，使他走當行的道，就是到老他也不偏離。。 |
| ——聖經《箴言》22:6 |                                                  |

## 著名/傑出校友
- 周錫漢：香港流行曲音樂人
- 播磨浩謙：香港足球運動員
- 馮皓揚：香港男演員
- 劉佩玥：香港女演員
- 余曉東：香港男子職業網球運動
- 陳安立：香港男演員
- 麥明山：香港醫生

## 外部連結
- 浸信會呂明才小學 （页面存档备份，存于）
- 香港浸信會聯會 （页面存档备份，存于）